# Bolszaja Głuszyca (obwód samarski).
Bolszaja Głuszyca (ros. Большая Глушица) – wieś (sieło) w Rosji, w obwodzie samarskim, ośrodek administracyjny rejonu bolszegłuszyckiego. W 2010 liczyła 9667 mieszkańców.